# Irpex
Irpex là một chi nấm thuộc họ Meruliaceae.